# OVO Grąbczewscy Architekci

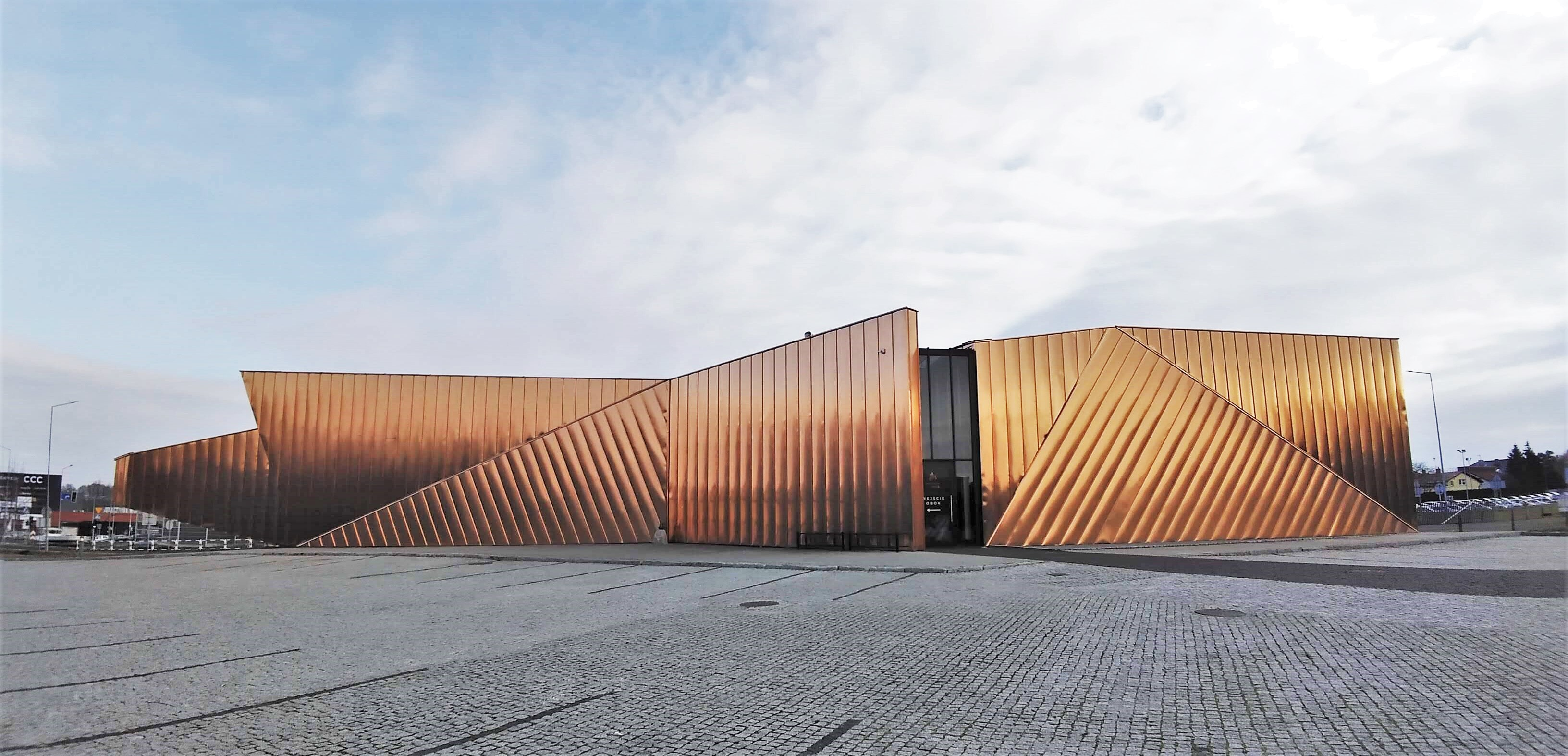
Muzeum Ognia w Żorach (2014)

OVO Grąbczewscy Architekci – polska pracownia architektoniczna z Katowic, założona w 2002 przez Barbarę i Oskara Grąbczewskich.
Pracownia została nagrodzona lub wyróżniona w co najmniej 50 konkursach i przeglądach architektonicznych. Wśród najistotniejszych wyróżnień znajdują się m.in.:
- Nagroda Roku SARP dla najlepszych budynków zrealizowanych w Polsce (2006, 2016)
- Nagroda Polski Cement w Architekturze (2007)
- Nagroda Europe 40 under 40 (2009)
- Nagroda Sportowy Obiekt Roku 2011
- finał nagrody Życie w Architekturze (2012, 2015)
- nominacja do nagrody UE im. Miesa van der Rohe (2017)[2].

Najważniejsze realizacje OVO: 
- Muzeum Ognia w Żorach
- Centrum Administracyjne w Wielkiej Wsi
- Pawilon Paleontologiczny w Krasiejowie (wspólnie z Goczołowie Architekci)
- Łaźnia Łańcuszkowa w Zabrzu (wspólnie z Konior Studio)
- ośrodki zdrowia w Gierałtowicach i Przyszowicach[2].